# Carlo Romussi
Carlo Romussi (Milano, 10 dicembre 1847 – Milano, 2 marzo 1913) è stato un avvocato, giornalista e politico italiano.

## Biografia
Studioso della storia milanese, su cui scrisse alcune opere, collaborò stabilmente come capo cronista al quotidiano Il Secolo, fino a diventarne direttore dal 1896 al 1909.
Nel 1898 fu arrestato durante lo stato d'assedio per i fatti milanesi di inizio maggio con l'accusa di reato d'opinione. Venne rimesso in libertà dopo un anno, il 3 giugno 1899, grazie all'indulto.
Esponente del riformismo milanese, accettò di presentarsi alle elezioni nel collegio elettorale di Corteolona (Pavia), nel quale era stato eletto Felice Cavallotti. Sconfitto inizialmente da Ugo Dozzio nelle elezioni suppletive del 1898 (indette dopo la morte del Cavallotti) e in quelle del 1900, fu infine eletto deputato del Regno d'Italia nel 1904 e rieletto nel 1909; rimase alla Camera fino alla morte, avvenuta nel marzo 1913 all'età di 65 anni.

## Opere principali
- Storia d'Italia narrata al popolo, Milano, E. Sonzogno, 1875, SBN LO10155703.
- Manualetto del cittadino italiano, Milano, E. Sonzogno, 1875, SBN VIA0457146.
- Milano ne' suoi monumenti, Milano, G. Brigola, 1875, SBN LO10094625.
- Il libro delle società operaje, Milaon, E. Sonzogno, 1880, SBN RAV0136130.
- I grandi italiani. Carlo Cattaneo, E. Sonzogno, 1884, SBN MOD1627334.
- C. Romussi, Prefazione, in Jean-Jacques Rousseau, La nuova Eloisa, Milano, E. Sonzogno, 1885, SBN TO00825283.
- Milano che sfugge. Ricordi, Milano, Tipografia fratelli Rechiedei, 1889, SBN VBA0000150.
- Il Duomo di Milano, Milano, Hoepli, 1902, SBN LO11151091.